# L'esbojarrada història de les galàxies
L'esbojarrada història de les galàxies (títol original: Spaceballs) és una pel·lícula paròdica estatunidenca, escrita i dirigida per Mel Brooks, estrenada l'any 1987. Ha estat doblada al català

## Argument
Lone Star i el seu acòlit mig home mig gos Barf, dos herois de l'espai temeraris i ignorants, són contractats pel rei Roland del planeta Druidia per trobar la seva filla, la Princesa Vespa. Aquesta, que ha fugit en companyia de Dot Matrix, el seu druida de companyia, per evitar un matrimoni arreglat amb Vallium (la píndola era dura de prendre), l'últim príncep de la Galàxia, ha caigut a mans dels Spaceballs.
Dolents i estúpids, els Spaceballs han dilapidat la seva atmosfera. Esperen robar la de Druidia, servint-se de la princesa Vespa com a mitjà de pressió.
En el curs de la seva operació de salvament, Lone Star i Barf creuen l'enorme i empalagosa Pizza the Hut, l'abominable Lord Casc Negre, o una petita criatura gran en sensatesa i marketing anomenada Yogurt, que els ensenya el poder místic de « l'achtusse » amb la finalitat de portar la pau a la galàxia.

## Repartiment
- Bill Pullman: El capità Lone Star
- Daphne Zuniga: La princesa Vespa
- John Candy: Barf
- Rick Moranis: Lord Casc Negre
- Mel Brooks: El president Skroob / Yogurt
- George Wyner: El coronel Sandurz
- Dick Van Patten: El rei Roland
- Joan Rivers: Dot Matrix (veu)
- Leslie Bevis: La comandant Zircon
- Ronny Graham: El sacerdot
- Jim J. Bullock: El príncep Vallium
- Michael Winslow: El tècnic del radar
- Rudy De Luca: Vinnie
- Lorene Yarnell: Dot Matrix
- Dom DeLuise: Pizza the Hutt (veu)
- John Hurt: ell mateix

## Rebuda
La pel·lícula ha conegut un cert èxit comercial, informant aproximadament 38.119.000 $ al box-office a Amèrica del Nord per un pressupost de 22,700 milions.
Ha rebut crítiques variades, recollint un 54 % de crítiques positives, amb una nota mitjana de 6,2/10 i sobre la base de 35 crítics, en el lloc Rotten Tomatoes.

## Al voltant de la pel·lícula
- La pel·lícula parodia principalment la trilogia original de La guerra de les galàxies (Star Wars episodi IV: Una nova esperança, Star Wars episodi V: L'Imperi contraataca, Star Wars Episodi VI: El retorn del Jedi). Parodia o fa al·lusió també a nombroses altres pel·lícules americanes, com: Star Trek, Indiana Jones i el temple maleït, Transformers, El Planeta dels simis, Alien, Rambo, Blanca-Neus, El màgic d'Oz, One Froggy Evening, etc.
- Destacar igualment una escena de la pel·lícula on es veu els cassettes de vídeo de les pel·lícules de Mel Brooks: El Misteri de les dotze cadires, Selles de muntar calentes, El jove Frankenstein, La Boja Història del món i To Be or Not to Be.
- La música de l'escena del desert és una recuperació del tema de Lawrence d'Aràbia
- Una de les escenes més famoses de la pel·lícula és aquella on John Hurt apareix amb el paper que tenia en Alien: a mig menjar, se sent malament i el Xénomorfe surt del seu ventre (però en una versió menys gore i més còmica).
- Quan Lone Star i Barf fan escala al Gus's Galaxy Grill, es pot  percebre el Falcó Mil·lenari entre les naus aparcades.